# Diarthron iranicum
Diarthron iranicum är en tibastväxtart. Diarthron iranicum ingår i släktet Diarthron och familjen tibastväxter.

## Underarter
Arten delas in i följande underarter:
- D. i. iranicum
- D. i. pilosa